# Milaș (gmina)
Milașⓘ – gmina w Rumunii, w okręgu Bistrița-Năsăud. Obejmuje miejscowości Comlod, După Deal, Ghemeș, Hirean, Milaș i Orosfaia. W 2011 roku liczyła 1286 mieszkańców.